# Chelonoidis niger vicina
Chelonoidis niger vicina is een schildpad uit de familie landschildpadden (Testudinidae). 

## Naam en indeling
De wetenschappelijke naam van de ondersoort werd voor het eerst voorgesteld door Albert Günther in 1874. Oorspronkelijk werd de wetenschappelijke naam Testudo vicina gebruikt. Chelonoidis vicina was lange tijd een ondersoort van de galapagosreuzenschildpad (Chelonoidis nigra), maar wordt sinds DNA-onderzoek veel in de systematiek wordt toegepast weer als een aparte soort beschouwd. Vroeger werd de soort ook wel tot het geslacht Geochelone gerekend. Hierdoor wordt in de literatuur vaak een verouderde wetenschappelijke naam vermeld.
De soortaanduiding vicina komt uit het Latijn en betekent vrij vertaald 'lijkend op'. Deze naam slaat waarschijnlijk op de gelijkenis met andere soorten.

## Uiterlijke kenmerken
Chelonoidis niger vicina kan een schildlengte bereiken van 125 centimeter. Het rugschild is meestal bolvormig en slechts zelden zadelvormig. De kleur van het schild is zwart, de kop en poten zijn zwartgrijs van kleur.
Het buikschild is zwart van kleur. De plastronformule is als volgt: abd > hum > fem > an >< gul > pect.
Mannetjes zijn van vrouwtjes te onderscheiden doordat ze een meer zadelvormig schild hebben. Daarnaast hebben de mannetjes een dikkere staartbasis en worden ze iets langer.

## Levenswijze
Chelonoidis niger vicina is een herbivoor en leeft van grassen en cactussen. 
De nesten worden gegraven van juni tot november. Er worden meerdere nesten gemaakt, per legsel worden drie tot twintig eieren afgezet. De eieren zijn bijna rond van vorm en hebben een diameter van 59 tot 65 millimeter. Ze hebben een witte kleur en een broze schaal.

## Verspreiding en habitat
Deze reuzenschildpad komt voor als endemische diersoort op de Galapagoseilanden (Ecuador, Zuid-Amerika) op het eiland Isabela. Het leefgebied bestaat uit de hellingen van de vulkaan Volcán Darwin in graslanden en half open gebieden met struikgewas.

## Beschermingsstatus
Door de internationale natuurbeschermingsorganisatie IUCN is de beschermingsstatus 'bedreigd' toegewezen (Endangered of EN).